# Кисими (Флорида)
Кисими (енгл. Kissimmee) град је у америчкој савезној држави Флорида. По попису становништва из 2010. у њему је живело 59.682 становника.

## Демографија
Према попису становништва из 2010. у граду је живело 59.682 становника, што је 11.868 (24,8%) становника више него 2000. године.
| Група             | 2000.          | 2010.          |
| Белци             | 20.887 (43,7%) | 15.633 (26,2%) |
| Афроамериканци    | 4.775 (10,0%)  | 7.386 (12,4%)  |
| Азијати           | 1.614 (3,4%)   | 2.005 (3,4%)   |
| Хиспаноамериканци | 19.954 (41,7%) | 35.170 (58,9%) |
| Укупно            | 47.814         | 59.682         |